# Projet de réforme de l'espéranto de 1894
Pour un article plus général, voir Histoire de l'espéranto.
Le projet de réforme de l’espéranto de 1894 désigne le projet présenté en 1894 par Louis-Lazare Zamenhof, initiateur de l’espéranto, pour réformer la langue.

## Historique
Louis-Lazare Zamenhof publie des propositions dans La Esperantisto. Il publie chaque mois un nouvel article. Le premier article parait en janvier 1894 et traite des modifications à apporter à l’alphabet. Le second article parait en février de la même année et porte sur la grammaire, les pronoms, les affixes et le dictionnaire. Les troisième et quatrième articles paraissent en mars et portent sur la justification des réformes et le pluriel. Le cinquième article parait en avril. Enfin, le sixième et dernier article parait en mai 1894 et propose un dictionnaire révisé.